# Jordan Crawford
Jordan Lee Crawford (Detroit, 23 ottobre 1988) è un ex cestista statunitense.

## Carriera
È stato selezionato dai New Jersey Nets al primo giro del Draft NBA 2010 (27ª scelta assoluta).
Il 22 novembre 2018 firma un contratto mensile con l'Alba Berlino, tuttavia il 21 novembre non supera le visite mediche e viene svincolato dalla società.
L'8 gennaio 2019, Crawford firma con l'Ironi Nahariya, squadra del massimo campionato israeliano.

## Statistiche

### College
| Anno      | Squadra           | PG | PT | MP   | TC%  | 3P%  | TL%  | RP  | AP  | PRP | SP  | PP   |
| --------- | ----------------- | -- | -- | ---- | ---- | ---- | ---- | --- | --- | --- | --- | ---- |
| 2007-2008 | Indiana Hoosiers  | 30 | 8  | 25,3 | 44,0 | 36,6 | 74,6 | 3,4 | 2,3 | 0,9 | 0,2 | 9,7  |
| 2009-2010 | Xavier Musketeers | 35 | 34 | 32,8 | 46,2 | 39,1 | 77,3 | 4,7 | 2,9 | 1,3 | 0,2 | 20,5 |
| Carriera  | Carriera          | 65 | 42 | 29,3 | 45,5 | 38,4 | 76,5 | 4,1 | 2,6 | 1,2 | 0,2 | 15,5 |

### NBA

#### Regular Season
| Anno      | Squadra        | PG  | PT | MP   | TC%  | 3P%  | TL%  | RP  | AP  | PRP | SP  | PP   |
| --------- | -------------- | --- | -- | ---- | ---- | ---- | ---- | --- | --- | --- | --- | ---- |
| 2010-2011 | Atlanta Hawks  | 16  | 0  | 10,0 | 35,1 | 33,3 | 66,7 | 1,8 | 0,9 | 0,2 | 0,0 | 4,2  |
| 2010-2011 | Wash. Wizards  | 26  | 18 | 33,3 | 39,0 | 23,8 | 88,5 | 3,0 | 3,9 | 1,4 | 0,1 | 16,3 |
| 2011-2012 | Wash. Wizards  | 64  | 32 | 27,4 | 40,0 | 28,9 | 79,3 | 2,6 | 3,0 | 0,9 | 0,1 | 14,7 |
| 2012-2013 | Wash. Wizards  | 43  | 12 | 26,2 | 41,5 | 34,5 | 82,1 | 3,1 | 3,7 | 0,6 | 0,1 | 13,2 |
| 2012-2013 | Boston Celtics | 27  | 2  | 21,6 | 41,5 | 32,0 | 79,2 | 2,7 | 2,5 | 0,4 | 0,1 | 9,1  |
| 2013-2014 | Boston Celtics | 39  | 35 | 30,7 | 41,3 | 31,8 | 87,3 | 3,1 | 5,7 | 0,9 | 0,1 | 13,7 |
| 2013-2014 | G.S. Warriors  | 42  | 0  | 15,7 | 41,7 | 31,3 | 83,7 | 1,5 | 1,4 | 0,3 | 0,0 | 8,4  |
| 2016-2017 | N.O. Pelicans  | 19  | 0  | 23,3 | 48,2 | 38,9 | 76,9 | 1,8 | 3,0 | 0,6 | 0,1 | 14,1 |
| 2017-2018 | N.O. Pelicans  | 5   | 0  | 10,6 | 44,4 | 57,1 | 100  | 0,8 | 2,6 | 0,2 | 0,2 | 6,6  |
| Carriera  | Carriera       | 281 | 99 | 24,4 | 41,1 | 31,7 | 82,6 | 2,5 | 3,1 | 0,7 | 0,1 | 12,2 |

#### Playoffs
| Anno     | Squadra        | PG | PT | MP   | TC%  | 3P%  | TL%  | RP  | AP  | PRP | SP  | PP  |
| -------- | -------------- | -- | -- | ---- | ---- | ---- | ---- | --- | --- | --- | --- | --- |
| 2013     | Boston Celtics | 5  | 0  | 11,8 | 30,4 | 25,0 | 50,0 | 0,6 | 0,0 | 0,4 | 0,0 | 3,6 |
| 2014     | G.S. Warriors  | 6  | 0  | 9,5  | 36,4 | 28,6 | 78,6 | 1,5 | 0,3 | 0,2 | 0,0 | 6,2 |
| 2018     | N.O. Pelicans  | 2  | 0  | 7,5  | 61,5 | 37,5 | -    | 2,0 | 0,5 | 0,5 | 0,0 | 9,5 |
| Carriera | Carriera       | 13 | 0  | 10,1 | 39,1 | 29,6 | 75,0 | 1,2 | 0,2 | 0,3 | 0,0 | 5,7 |

### G League
| Anno      | Squadra          | PG | PT | MP   | TC%  | 3P%  | TL%  | RP  | AP  | PRP | SP  | PP   |
| --------- | ---------------- | -- | -- | ---- | ---- | ---- | ---- | --- | --- | --- | --- | ---- |
| 2014-2015 | F.W. Mad Ants    | 8  | 8  | 35,7 | 36,8 | 30,9 | 88,9 | 5,6 | 4,5 | 1,4 | 0,0 | 22,6 |
| 2016-2017 | G. Rapids Drive  | 37 | 17 | 29,8 | 47,4 | 35,5 | 87,0 | 3,3 | 3,5 | 1,2 | 0,2 | 23,5 |
| 2021-2022 | Long Island Nets | 16 | 7  | 29,3 | 38,9 | 31,0 | 71,4 | 3,6 | 2,8 | 0,9 | 0,3 | 14,9 |
| Carriera  | Carriera         | 61 | 32 | 30,4 | 43,8 | 33,7 | 85,8 | 3,7 | 3,5 | 1,1 | 0,2 | 21,1 |

### Eurocup
| Anno      | Squadra          | PG | PT | MP   | TC%  | 3P%  | TL%  | RP  | AP  | PRP | SP  | PP   |
| --------- | ---------------- | -- | -- | ---- | ---- | ---- | ---- | --- | --- | --- | --- | ---- |
| 2020-2021 | Lokomotiv Kuban' | 14 | 14 | 25,2 | 45,4 | 36,9 | 76,1 | 1,9 | 2,2 | 0,8 | 0,1 | 16,6 |
| Carriera  | Carriera         | 14 | 14 | 25,2 | 45,4 | 36,9 | 76,1 | 1,9 | 2,2 | 0,8 | 0,1 | 16,6 |